# Avistamientos de ovnis en España
En España existen numerosos casos de avistamientos de ovnis documentados. Las Fuerzas Armadas Españolas los investigan a través de la instrucción confidencial IG-40-5, del Estado Mayor del Cuartel General del Ejército del Aire.

## Los primeros casos:sigloXIX
- El primer caso conocido en España que se puede asociar al fenómeno ovni ocurrió el 14 de febrero de 1826 en Campo de Criptana, en la provincia de Ciudad Real. El 6 de marzo, el Diario de Cádiz relató la noticia. Por la descripción dada por el diario se presume que podría coincidir con la de un bólido celeste pero no hay forma de comprobar esto tampoco.[2]

- Años más tarde, en 1851, en la población madrileña de Villaviciosa de Odón, durante la noche del 16 de mayo, se observa en el cielo una cruz luminosa delante de la Luna que desaparece tras varios minutos de resplandor ante el asombro de las numerosas personas que la divisaron. Este incidente también fue recogido en documentos de la época. La explicación más plausible del fenómeno, de acuerdo a las crónicas del suceso, es que era un halo lunar.[3]

## Avistamientos en elsigloXX

### Incidente OVNI de las islas Canarias
Este avistamiento tuvo lugar sobre el archipiélago canario el 22 de junio de 1976. El encuentro duró más de 40 minutos y el objeto fue observado en Tenerife, La Palma, La Gomera, Gran Canaria y desde un buque sito en el mar. También fue observado por varios cientos de personas, incluyendo tanto a personal militar como civiles. En este caso, los escépticos argumentan que los incidentes de los Ovnis de Canarias (1974-1979) fueron misiles Poseidón lanzados desde un submarino de EE. UU. durante pruebas balísticas.

### Incidente de Talavera la Real
En la madrugada del 12 de noviembre de 1976, dos soldados (José María Trejo y Juan Carrizosa Luján) aseguraron haber visto a un ser extraterrestre en la Base Aérea de Talavera la Real, ubicada en la provincia de Badajoz. Ambos estaban de patrulla cuando escucharon un ruido similar a una interferencia de radio, que posteriormente pasó a ser un silbido agudo. Cuando el sonido cesó al cabo de cinco minutos, vieron una intensa luz brillar en el cielo durante escasos segundos. Otro militar acudió al lugar acompañado de un perro guardián y empezaron a rastrear la zona. Al cabo de unos minutos, y tras oír varias ramas de eucalipto romperse, Trejo afirmó haber visto un ser de aspecto humanoide a su izquierda con una altura cercana a los 3 metros, aparentemente formado por pequeños puntos de luz verde y unos brazos de largas dimensiones, aunque carente de manos y pies. El soldado se desmayó y sus dos compañeros empezaron a abrir fuego contra la criatura, que acto seguido desapareció. Conforme se llevaban a Trejo, los otros dos militares volvieron a escuchar el mismo sonido del principio. A la mañana siguiente, cerca de cincuenta hombres registraron toda la zona pero no encontraron los casquillos de bala que teóricamente habían disparados los tres soldados. El veterano del Ejército español Vicente Juan sostiene que los soldados no sufrieron más que una alucinación reforzada por el miedo y la confusión.

### Elcaso Manises
El 11 de noviembre de 1979 se produjo el incidente OVNI de Manises o Caso Manises, que provocó que un vuelo comercial tuviera que hacer un aterrizaje de emergencia en el aeropuerto de Manises (Valencia). Posteriormente, un caza del Ejército del Aire persiguió sin éxito durante un largo rato al citado objeto. Los escépticos creen que las luces vistas por la tripulación del avión eran en realidad las llamaradas de las torres de combustión de la refinería de Escombreras, junto a Cartagena.

### Encuentro cercano en Ochate
El 24 de julio de 1981, el banquero Prudencio Muguruza fotografió una esfera blanca que parecía impactar contra la aldea despoblada de Ochate, en el condado de Treviño.

### ElMDSCCdeRobledo de Chavela

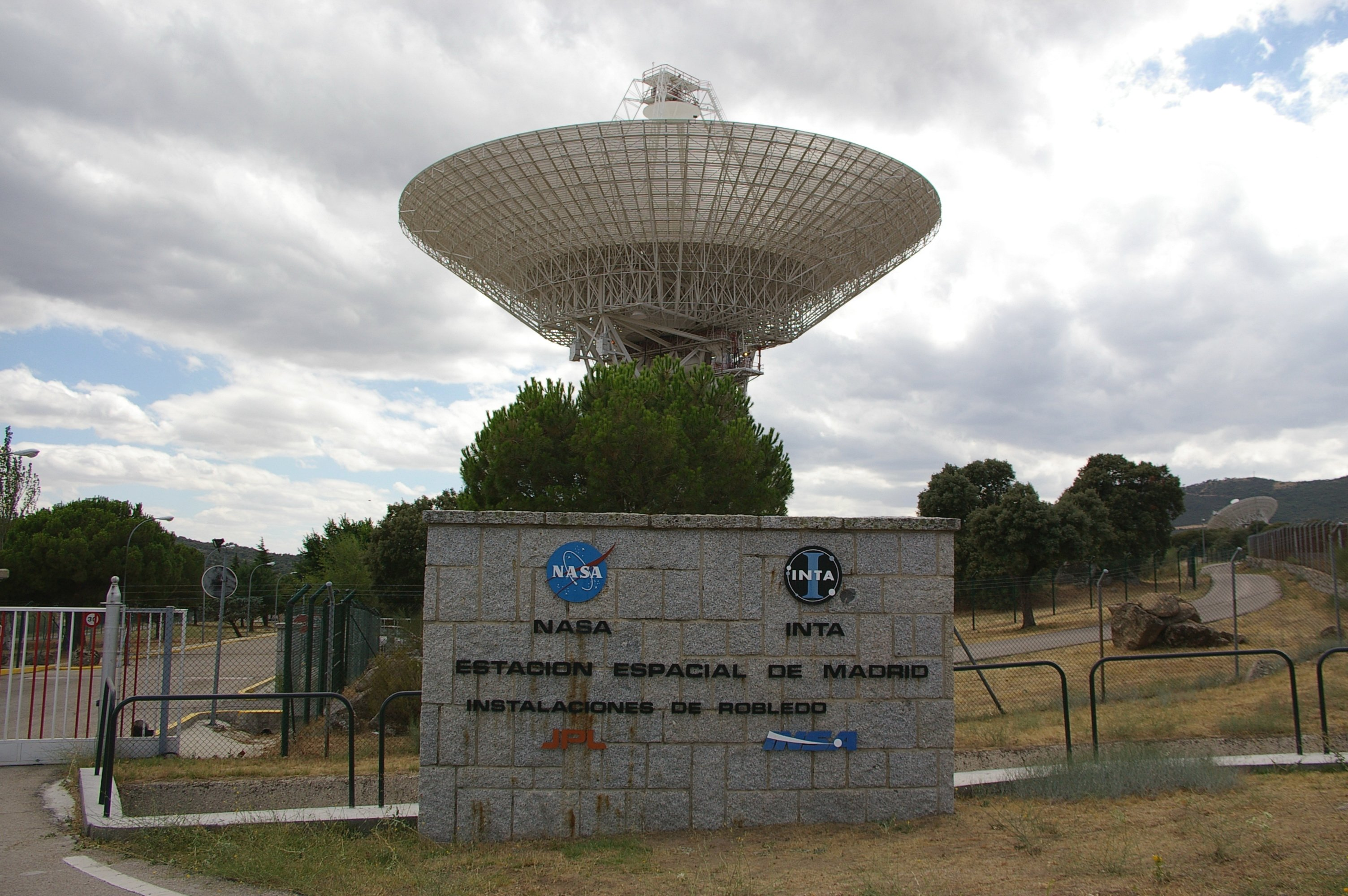
Vista del complejo de Robledo de Chavela (Madrid), y su antena de 70 metros, en torno a la cual han sido frecuentes muchos avistamientos.

En las proximidades de las gigantescas antenas que la NASA y el INTA tienen instaladas en Robledo de Chavela, han sido numerosos los avistamientos de ovnis que se han venido sucediendo a lo largo de los años (especialmente en dirección norte-sur, hacia la citada estación):
- A principios de los años ochenta se produjeron dos significativos avistamientos en Robledo de Chavela: en el primero, cuatro luces silenciosas se pusieron a girar sobre la torre de la iglesia parroquial y que, después, alineándose, se dirigieron hacia la estación espacial; en el segundo, un ovni triangular con una extraña estela roja posterior a modo de bengala, que siguió también la susodicha dirección. Este último artefacto había sido visto previamente sobre la Estación de Chamartín (Madrid), tras lo cual siguió en dirección oeste, hacia Robledo (hubo una reseña al respecto en el diario El País).
- En los años ochenta, un extraño ser humanoide, de gran altura, fue observado mientras salía de lo que algunos testigos denominaban una especie de "huevo", en una zona forestal situada entre Robledo de Chavela y Valdemaqueda.
- En la década del 2000 se llegó a ver desde Robledo de Chavela el supuesto ovni en forma de misil que recorrió toda España y fue objeto de noticia en varios noticiarios.
- También se los ha visto salir y sumergirse en los cercanos pantanos de Valmayor en San Lorenzo de El Escorial y de San Juan.

Igualmente, desde la estación de seguimiento de Fresnedillas se retransmitió, en 1969, la histórica llegada del hombre a la Luna. Un rumor de alcance mundial difundió la historia de que los astronautas del Apolo 11 vieron una serie de gigantescos humanoides y de naves espaciales alrededor de cráteres al llegar al satélite. Según este mito, referido en ocasiones al Apolo 11 o al Apolo 16,  se pidió a todos los periodistas que estaban en dicha estación que salieran de la sala de control durante unos minutos. La salida de los periodistas fue confirmada por algunos de ellos que estuvieron allí, entre ellos José Antonio Silva, locutor por la época de Televisión Española y piloto aeronáutico. En los programas de parapsicología de Iker Jiménez, Milenio 3, y en el antiguo Medianoche, de Antonio José Alés, ambos de la Cadena Ser se ha hablado con frecuencia sobre este tema.
Sin embargo, el por aquel entonces responsable de la NASA en España y director de la estación de seguimiento de Fresnedillas, Luis Ruiz de Gopegui, dio una versión diferente y prosaica: el astronauta John Young del Apolo 16 tuvo molestias estomacales durante la misión, y los astronautas podían tener conversaciones privadas con los médicos si así lo deseaban. Cuando habló con el médico sobre sus síntomas, pidió que la conversación fuera privada, así que en las estaciones de seguimiento se pidió a los periodistas que salieran para que no oyeran la comunicación. Las presuntas pruebas de que los astronautas del programa Apolo vieron ovnis en la Luna han sido rebatidas por algunos especialistas. La principal prueba consiste en una señal de audio ficticia realizada por actores, para un falso documental de la televisión británica, el 20 de junio de 1977, llamado Alternativa 3.
En el momento del paseo lunar del Apolo 11, las imágenes estaban siendo retransmitidas a todo el mundo por las otras dos antenas de la Red del Espacio Profundo (Goldstone y Camberra), no por la antena de Robledo de Chavela, por lo que difícilmente la salida de los periodistas tuvo que ver con esa leyenda urbana. El paseo lunar del Apolo 11 puede verse íntegro en Internet, en la web del Apolo Lunar Surface Journal. Sin embargo, los detractores aducen que este paseo lunar que se puede visionar ha sido manipulado y censurado en buena parte de su metraje (véase Teorías de la conspiración de los alunizajes del Programa Apolo).

### Elsuceso de Cando
La mañana del 18 de enero de 1994 tuvo lugar una explosión en la localidad de Cando, en el municipio gallego de Outes, atribuida al impacto astronómico de un bólido próximo a la aldea. El evento, similar al bólido de Tunguska acaecido en 1908, generó varias teorías conspirativas afirmando que el suceso era de naturaleza extraterrestre.

### El incidente de Rosas
A las 4:12 minutos de la madrugada del día 13 de septiembre de 1991 el comandante de la Guardia de Seguridad del EVA-4 en el Acuartelamiento aéreo de Rosas (Gerona), observó un cuerpo luminoso que efectuaba círculos sobre el edificio principal del asentamiento. El citado suboficial describía el objeto como esférico, de unos cinco metros de radio y se encontraba a unos 150 metros de altura, realizando virajes a la derecha.[cita requerida]